# (38212) 1999 NM5
1999 NM5 (asteroide 38212) é um asteroide da cintura principal. Possui uma excentricidade de 0.23205770 e uma inclinação de 4.52507º.
Este asteroide foi descoberto no dia 13 de julho de 1999 por LINEAR em Socorro.